# Alex Forbes
Alexander Rooney „Alex“ Forbes (* 21. Januar 1925 in Dundee, Schottland; † 28. Juli 2014 in Johannesburg, Südafrika) war ein schottischer Fußballspieler.

## Privatleben
Forbes wuchs mit seinen zwei jüngeren Brüdern in Dundee auf. Er verlor seine Eltern, während des Zweiten Weltkrieges und musste deshalb die Verantwortung für seine Geschwister übernehmen. Er arbeitete am Hafen von Dundee und verdiente nebenher ein wenig Geld als Gelegenheitsarbeiter bei Eishockeyspielen.
Bevor Forbes sich für eine professionelle Fußballkarriere entschied, war er als Eishockey-Spieler für seinen Heimatverein Dundee Tigers aktiv und schaffte es sogar bis in die Schottische Nationalmannschaft.
Forbes hatte mit seiner Ehefrau Peggy einen Sohn (Bobby) und eine Tochter (Jen) und war zweifacher Großvater. Er starb an den Folgen von Prostatakrebs.

## Fußballkarriere

### Als Spieler
Seine Fußballkarriere begann Forbes in der Jugend von Dundee North End. Er unterschrieb 1944 einen Vertrag bei dem englischen Proficlub Sheffield United und wurde dort, als der Leistungssport nach dem Ende des Zweiten Weltkrieges wiederaufgenommen wurde, Stammspieler. Durch seine guten Leistungen bei Sheffield United, spielte sich Forbes in den Kreis der schottischen Nationalmannschaft und debütierte dort am 12. April 1947 beim 1:1 gegen England.
Zwei Jahre später unterschrieb er einen Vertrag beim FC Arsenal. Die Gunners bezahlten 15.000 £ an Sheffield. Sein Debüt hatte er am 6. März 1948 gegen die Wolverhampton Wanderers. „Red“ – wie er wegen seiner roten Haare genannt wurde –, der für seine harten Tacklings bekannt war, gewann gleich im ersten Jahr einen englischen Meistertitel. Beim FC Arsenal erlebte Forbes den erfolgreichsten Abschnitt seiner Fußballerkarriere, denn er gewann neben dem FA Cup 1950, 1953 erneut den englischen Meistertitel.
Nach einer Knieoperation konnte er nicht mehr an alte erfolgreiche Zeiten anknüpfen, darum wechselte für eine Saison zu Leyton Orient und ließ 1957 seine Karriere beim FC Fulham und dem unterklassigen Verein Gravesend & Northfleet ausklingen.

### Als Trainer
Nachdem Forbes seine Spielerkarriere beendet hatte, war er noch Jugendtrainer und Trainer der zweiten Mannschaft Arsenal Londons. Nach einigen Jahren als Trainer emigrierte er 1964 nach Johannesburg in Südafrika und arbeitete dort als Jugendtrainer an einem Fußballinternat und war der Vorsitzende des FC-Arsenal-Fanklubs von Südafrika. 1975 wurde er Manager des Fußballclubs Orlando Pirates und trainierte anschließend u. a. den FC Highlands Park (Südafrika), FC Western Tigers (Guyana) und Maccabi Haifa (Israel). Er war maßgeblich daran beteiligt, den Fußball in Südafrika auch den durch die Apartheid ausgeschlossenen Bürgern Südafrikas zugänglich zu machen, indem er u. a. Goldminenarbeiter oder Teams aus Townships coachte.

## Erfolge
- Englischer Fußballmeister: 1948, 1953
- Englischer Pokalsieger: 1950